# Tour de l'Avenir 1999
Le Tour de l'Avenir 1999, 36e édition de cette course cycliste française, a eu lieu du 2 au 11 septembre. Il a été remporté par l'Espagnol Unai Osa.

## Résultats et classements

### Étapes
| Étape     | Date         | Ville départ          | Ville arrivée         | km    | Vainqueur                 | Maillot Jaune            |
| --------- | ------------ | --------------------- | --------------------- | ----- | ------------------------- | ------------------------ |
| 1re étape | 2 septembre  | Plumelec              | Plumelec              | 138   | Jörg Ludewig (GER)        | Jörg Ludewig (GER)       |
| 2e étape  | 3 septembre  | Plumelec              | Saint-Brevin-les-Pins | 149,5 | Peter Wrolich (AUT)       | Gerhard Trampusch (AUT)  |
| 3e étape  | 4 septembre  | Saint-Brevin-les-Pins | Pornic                | 19,5  | Bradley McGee (AUS)       | Franck Bouyer (FRA)      |
| 4e étape  | 5 septembre  | Pornic                | Chantonnay            | 159,5 | Yoann Le Boulanger (FRA)  | Yoann Le Boulanger (FRA) |
| 5e étape  | 6 septembre  | Saint-Prouant         | Montbron              | 221,5 | Damien Nazon (FRA)        | Yoann Le Boulanger (FRA) |
| 6e étape  | 7 septembre  | Montbron              | Castelsarrasin        | 258   | Alexandre Chouffe (FRA)   | Yoann Le Boulanger (FRA) |
| 7e étape  | 8 septembre  | Castelsarrasin        | Bagnères-de-Bigorre   | 166,5 | Christopher Jenner (NZL)  | Floyd Landis (USA)       |
| 8e étape  | 9 septembre  | Bagnères-de-Bigorre   | Cauterets             | 142   | David Latasa (ESP)        | Unai Osa (ESP)           |
| 9e étape  | 10 septembre | Pierrefitte-Nestalas  | Argelès-Gazost        | 156   | Alexandre Botcharov (RUS) | Unai Osa (ESP)           |
| 10e étape | 11 septembre | Sauveterre-de-Béarn   | Saint-Jean-de-Luz     | 132   | Bradley McGee (AUS)       | Unai Osa (ESP)           |

### Classement général
|    | Cycliste              | Pays       | Équipe            |    | Temps            |
| -- | --------------------- | ---------- | ----------------- | -- | ---------------- |
| 1  | Unai Osa              | Espagne    | Banesto           | en | 37 h 53 min 41 s |
| 2  | David Latasa          | Espagne    | Banesto           | +  | 35 s             |
| 3  | Floyd Landis          | États-Unis | Mercury           |    | 3 min 10 s       |
| 4  | Gerhard Trampusch     | Autriche   | Autriche          |    | 4 min 39 s       |
| 5  | José Alberto Martínez | Espagne    | Euskaltel-Euskadi |    | 4 min 55 s       |
| 6  | Pedro Arreitunandia   | Espagne    | Euskaltel-Euskadi |    | 6 min 48 s       |
| 7  | Jörg Ludewig          | Allemagne  | Gerolsteiner      |    | 7 min 21 s       |
| 8  | Alexandre Botcharov   | Russie     | Besson Chaussures |    | 7 min 44 s       |
| 9  | Steve Vermaut         | Belgique   | Vlaanderen 2002   |    | 7 min 45 s       |
| 10 | Stéphane Bergès       | France     | BigMat-Auber 93   |    | 8 min 44 s       |

### Classements annexes
|   | Cycliste          | Pays     | Équipe       | Points |
| - | ----------------- | -------- | ------------ | ------ |
| 1 | Gerhard Trampusch | Autriche | Autriche     |        |
| 2 | Peter Wrolich     | Autriche | Gerolsteiner |        |
| 3 | Franck Renier     | France   | Vendée U     |        |

|   | Cycliste      | Pays     | Équipe            | Points |
| - | ------------- | -------- | ----------------- | ------ |
| 1 | Steve Vermaut | Belgique | Vlaanderen 2002   |        |
| 2 | Unai Osa      | Espagne  | Banesto           |        |
| 3 | Iker Flores   | Espagne  | Euskaltel-Euskadi |        |

#### Classement par équipes
|   | Équipe            | Pays       | Temps      |
| - | ----------------- | ---------- | ---------- |
| 1 | Banesto           | Espagne    | en h min s |
| 2 | Euskaltel-Euskadi | Espagne    | + min s    |
| 3 | Mercury           | États-Unis | + min s    |